# صوفي وليامز
صوفي وليامز (بالإنجليزية: Sophie Williams)‏ هي مبارزة بالسيف بريطانية، ولدت في 21 مارس 1991.

## وصلات خارجية
- صوفي وليامز على موقع الاتحاد الدولي للمبارزة (الإنجليزية)
- صوفي وليامز على موقع أوليمبيديا (الإنجليزية)
- صوفي وليامز على موقع اللجنة الأولمبية البريطانية (الإنجليزية)